# المدرسة الوطنية للعلوم التطبيقية بأكادير
المدرسة الوطنية للعلوم التطبيقية بأكادير وتعرف اختصارا بإنصا أكادير هي مدرسة عمومية للمهندسين بأكادير، وعضو في شبكة المدارس الوطنية للعلوم التطبيقية بالمغرب، افتتحت أبوابها لأول مرة سنة 1999 أي قبل 20 سنة تقريبا، ويتميز التكوين بها بتطبيق نظام بيداغوجي قائم على وحدات دراسية تنظم خلال فصول دراسية وبالانفتاح على الوسط الصناعي والاقتصادي كذلك. تستغرق مدة الدراسة في المدرسة خمسة سنوات بالنسبة لحاملي البكالوريا، يحرز الطالب بعدها دبلوم مهندس دولة في إحدى الشعب السبع التي تتوفر عليها المدرسة، كذا توفر المدرسة الوطنية للعلوم التطبيقية اكادير تكوينات ماستر وإجازة متخصصة.

## شروط الترشيح
يشترط في المرشح لولوج السنة الأولى بالمدارس الوطنية للعلوم التطبيقية عامة، أن يكون مسجلا بالسنة النهائية من سلك البكالوريا في شعبة العلوم الرياضية أو العلوم التجريبية (بمسالكها الثلاث، علوم الحياة والأرض؛ علوم زراعية وعلوم فزيائية) أو العلوم والتكنولوجيات. أو ان يكون حاصلا على شهادة البكالوريا في الشعب العلمية أو التقنية والتكنولوجيا.

## مباراة الولوج
للولوج للمدرسة الوطنية للعلوم التطبيقية بأكادير يجب المرور من خلال:
- الانتقاء التمهيدي: وذلك يتم بناء على النقط المحصل عليها في امتحانات البكالوريا.
- اختبار كتابي: ويتم على شكل استمارة متعددة الاختيارات (QCM) والذي ينظم بالنسبة للمرشحين المقبولين في الانتقاء.

## التكوينات المتوفرة
تستغرق الدراسة بالمدارس الوطنية للعلوم التطبيقية خمس سنوات (10 فصول) تتوج بإحراز الطالب على دبلوم مهندس الدولة، وينظم التكوين في سلكين متتالين.
- السلك التحضيري المدمج: حيث تستغرق به الدراسة مدة سنتين (4 فصول) بعد البكالوريا ويرتكز التكوين خلالها على المجال العلمي الأساسي وتقنيات التعبير، التواصل وكذلك مجال الإعلاميات.
- سلك المهندسين: حيث تستغرق الدراسة به ثلاث سنوات (6 فصول) بعد السلك التحضيري المدمج ويرتكز التكوين بالإضافة إلى المجال العلمي والتقني الأساسي على تلقين مجموعة من المعارف والكفيات المتعلقة بتدبير المشاريع من جهة ثم تدبير المقاولات واللغات والإعلام دون نسيان قضية التواصل.

و تتوفر المدرسة على 7 شعب وهي كالتالي:
- هندسة معلوماتية
- هندسة كهربائية
- هندسة مدنية
- هندسة ميكانيكية
- هندسة الطاقة و البيئة
- هندسة صناعية
- هندسة مالية و مهندس القرار

## الأنشطة الموازية والنوادي الطلابية

### جمعية الطلبة
جمعية طلبة إنصا أكادير هي تنظيم طلابي يتكلف بتنظيم الأحداث الثقافية، الاجتماعية، الرياضية، وجميع الأحداث المتعلقة بالحياة الطلابية داخل وخارج المؤسسة. كما أن هذه الجمعية تتكلف بتمثيل الطلبة أمام الإدارة وأمام البيئة الخارجية، وتلعب أيضا دورا مهما في تسيير النوادي الطلابية بالمؤسسة.
تتلقى جمعية الطلبة مواردها المالية من:
- المنح السنوية التي تقدمها الإدارة
- الأرباح المحصلة من مختلف الأنشطة التي تنظمها الجمعية

في سنة 2010 تأسست الجمعية بعد أن كانت مجرد مكتب للطلبة

### أيام لينكس (Linux Days)
أيام لينكس هو حدث سنوي ينظمه الطلبة منذ عام 2005، بهدف التشجيع على البرمجيات الحرة في المقاولات. لأجل هذا، يتم تنظيم محاضرات ومناظرات بين شخصيات بارزة على الصعيد الوطني والعالمي، وكذلك ورشات تطبيقية مقدمة من طرف طلبة المؤسسة. العديد من الشركات ساهمت في نجاح هذه التظاهرة الوطنية مستفيدين من التغطية الإعلامية التي يوفرها هذا الحدث.

### ملتقى أولمبياد الجنوب
ملتقى أولمبياد الجنوب هو حدث سنوي يدوم لثلاث أيام، يتميز بتجمع عدد كبير من طلبة مدارس الطب والهندسة والتجارة، وكذلك طلبة الكليات، من أجل المشاركة في المسابقات الرياضية والفنية والثقافية التي ينظمها طلبة المؤسسة، كما يعرف الملتقى بعروض الالتراس والأمسيات الغنائية.

### أسبوع بسمة
حدث ثقافي اجتماعي يتكلف بتنظيمه النادي الاجتماعي بالمؤسسة، يجمع العديد من الأنشطة ذات طابع اجتماعي، مثل إصلاح أحياء، تنظيم مسابقات لجمع التبرعات للفقراء والمعوزين، تنظيم أعمال تحسيسية وطاولات مستديرة، وكذلك حملات للتبرع بالدم.

### الهاكاثون
حدث تقني يجمع مبرمجين من مختلف أنحاء المغرب من أجل التنافس لإنشاء مشروع تقني تحت موضوع معين، يتكلف بتنظيمه كل سنة نادي المعلوميات بالمدرسة

## اقرأ أيضا
- المدرسة الوطنية للعلوم التطبيقية بفاس
- المدرسة الوطنية للعلوم التطبيقية بالحسيمة
- شبكة المدارس الوطنية للعلوم التطبيقية بالمغرب